# TOY (サカノウエヨースケのアルバム)
『TOY』（トイ）は、サカノウエヨースケの1枚目のスタジオ・アルバム。2002年10月9日にエピックレコードジャパンよりリリースされた。規格品番：ESCL-9085。

## 解説
サカノウエヨースケ初のアルバムは、メジャー・デビューから約2年を経てのアルバム・リリースとなった。
既発シングル6枚「SUPER DRIVE」、「春風〜金色の匂いが僕らをつつんだ日曜日〜」、「ジョバンニ」、「ラベンダー」、「恋のサバイバルナイトフィーバー」、「ランプシェード」と、そのカップリングがすべて収録されている。

## 収録曲
全作詞・作曲：サカノウエヨースケ／10作曲：浅倉大介・サカノウエヨースケ　
1. ジョバンニ
  - 編曲：浅倉大介
  - テレビ朝日系「Matthew's Best Hit TV」エンディングテーマ
2. 恋のサバイバルナイトフィーバー
  - 編曲：E's arm
  - フジテレビ系「ジャンクSPORTS」エンディングテーマ
3. ポジションNO18
  - 編曲：浅倉大介
4. 思い出POPS
  - 編曲：山下隆通・五十嵐宏治
5. 透明な色をした世界中の恋人達へ
  - 作詞・作曲：サカノウエヨースケ　編曲：E's arm
6. 甘いサヨナラ
  - 編曲：松浦晃久
7. 三毛猫の憂鬱
  - 編曲：浅倉大介
8. ランプシェード
  - 編曲：CHOKKAKU
  - テレビ東京系「ハマラジャ」オープニングテーマ
9. ストームライダー
  - 編曲：山下隆通・五十嵐宏治
10. SUPER DRIVE
  - 編曲：浅倉大介
  - テレビアニメ『グラビテーション』主題歌
11. ラベンダー
  - 編曲：浅倉大介
  - テレビ朝日系「Matthew's Best Hit TV」エンディングテーマ
12. Good Morning Music〜Jesu,Joy of Man's Desiring
  - 編曲：五十嵐宏治・設楽博臣
13. 月と太陽
  - 編曲：浅倉大介
14. 春風〜金色の匂いが僕らをつつんだ日曜日〜
  - 編曲：浅倉大介
15. 僕の落書き
  - 編曲：五十嵐宏治 ・設楽博臣